# Taxithelium oblongifolium
Taxithelium oblongifolium là một loài Rêu trong họ Sematophyllaceae. Loài này được (Sull. & Lesq.) Z. Iwats. miêu tả khoa học đầu tiên năm 1966.